# Glypta similis
Glypta similis är en stekelart som beskrevs av Bridgman 1886. Glypta similis ingår i släktet Glypta och familjen brokparasitsteklar. Arten är reproducerande i Sverige. Inga underarter finns listade i Catalogue of Life.